# Johann Hermann Franz von Nesselrode
Graf Johann Hermann Franz von Nesselrode (* 18. März 1671 auf Schloss Grimberg; † 3. Februar 1751 auf Schloss Grimberg) war zuletzt kaiserlich österreichischer Feldmarschall.

## Herkunft
Der Graf entstammt der Reichensteiner Linie des rheinischen Geschlechtes von Nesselrode. Seine Eltern waren Johann Salentin Wilhelm von Nesselrode (1634–1715) und dessen Ehefrau Franziska Magaretha Christina von von Brempt-Landscron († 18. Juni 1696). Sein Vater wurde am 4. September 1710 zum Reichsgrafen ernannt.

## Leben
Nach dem Willen seines Vaters sollte er Geistlicher werden. Am 21. September 1686 erhielt er seine Tonsur und wurde vermutlich Domherr in Münster. Er ging aber um 1690 zur münsterländischen Armee und wurde dort Fähnrich. Er verließ die Armee 1795 und schloss sich als Leutnant dem neu errichteten Regiment „Pfalz-Neuburg-Teutschmeister“ an. Er wurde bald Hauptmann und 1703 Oberstwachtmeister. Vergeblich wollte sein Lehnsherr, der preußische König, dass er die Güter seines Vaters übernimmt. Stattdessen wechselte er 1705 in das Infanterie-Regiment No. 16 (Virmont). Die Bitte um Übernahme der Güter wurde wiederholt, aber Nesselrode erreichte eine Genehmigung, in kaiserlichen Diensten zu bleiben. Er nahm an mehreren Feldzügen des spanischen Erbfolgekrieges teil. Er wurde 1707 Oberst und Regimentskommandeur im Infanterieregiment No. 16.
Er erhielt am 10. Mai 1716 das Infanterieregiment No. 18 und wurde am 12. Mai 1716 Generalfeldwachtmeister. Im Oktober 1717 wurde er vom Daun nach Wien geschickt, um Verstärkung für die Truppen in Italien zu erhalten. Bald darauf brach der Krieg der Quadrupelallianz aus. Nesselrode wurde am 1. Februar 1719 General Kriegskommissar in Sizilien und übergab das Regiment am 3. Februar an Friedrich Heinrich von Seckendorff.
Am 5. April 1723 wurde er zum Kriegsrat und am 3. Juli 1723 zum Feldmarschall-Lieutenant ernannt. Nesselrode wurde am 18. November 1726 wirklicher Geheimer Rat. Anschließend wurde er am 7. Dezember 1728 Feldzeugmeister und erhielt 1729 das ungarische Indigenat. Er wurde 1731 in den niederösterreichischen und am 27. November 1734 in den oberösterreichischen Herrenstand aufgenommen. Am 22. März 1741 wurde er auch noch zum Feldmarschall ernannt, aber 1746 zog er sich wegen seines Alters von allen Geschäften zurück. Er starb am 3. Februar 1751 auf Schloss Grimberg und wurde in der Gruft seiner Mutter beigesetzt.

## Familie
Nesselrode heiratete 1707 die Freiin Maria Agnes Theodora von Meerveldt zu Westerwinkel (* 1. Februar 1683; † 30. Januar 1718), Tochter von Dietrich Burchard von Merveldt. Das Paar hatte zwei Kinder, die zur Erziehung 1718 nach Münster kamen:
- Johann Burchard Mauritz Adolph († 29. Juni 1734), gefallen als Oberstleutnant bei Parma
- Maria Anna Isabella Sophia († jung)

Nach dem Tod seiner ersten Frau heiratete er 1721 die Gräfin Maria Louise von Virmont (* 1689; † 17. Februar 1738), eine Tochter des Grafen Damian Hugo von Virmont. Diese brachte die Herrschaft Nesselrode und Hundscheid mit in die Ehe. Das Paar hatte vier Kinder:
- Maria Elisabeth (* 23. Februar 1723; † 27. Dezember 1775)

⚭ 1741 Graf Ambros Franz Friedrich Christian von Virmont († 1744)
⚭ Freiherr Otto Heinrich von Gemmingen-Hornberg († 1790)
- Maria Philippina (* 1725; † 1756), Ursulinerin in Dorsten
- Maria Josefa (* 1729; † 31. Oktober 1789) ⚭ 1751 Graf Ludwig Anton Bernhard Berlaymont de la Chapelle, Sohn von Carl Nikolas
- Johann Wilhelm Maximilian (* 15. September 1727; † 18. Juli 1800), Kämmerer, kurkölnischer, geheimer Rat und Oberamtmann von Kempen ⚭ 1749 Maria Theresia von Auersperg-Kirchberg (* 6. Februar 1729; † 15. Februar 1803)[2]

Nach dem Tod seiner zweiten Frau heiratete er 1746 die Gräfin Maria Josefa von Auersperg-Kirchberg (* 30. Juli 1711; † 21. November 1763). Die Ehe blieb kinderlos.